# Роландо Іруста
Роландо Іруста (ісп. Rolando Irusta, нар. 27 березня 1938, Буенос-Айрес) — аргентинський футболіст, що грав на позиції воротаря.
Виступав, зокрема, за клуб «Ланус», а також національну збірну Аргентини, з якою був учасником чемпіонату світу.

## Клубна кар'єра
Народився 27 березня 1938 року в місті Буенос-Айрес. Вихованець футбольної школи клубу «Рівер Плейт», втім за першу команду так і не дебютував і протягом 1958—1961 років захищав кольори нижчолігового клубу «Сементо Армадо».
Своєю грою за останню команду привернув увагу представників тренерського штабу клубу «Ланус», до складу якого приєднався 1962 року. Відіграв за команду з Лануса наступні п'ять сезонів своєї ігрової кар'єри, два останніх — у вищому дивізіоні країни.
Протягом сезону 1967 року захищав кольори іншого вищолігового клубу «Уракан», але не був основним воротарем, провівши лише 6 ігор у чемпіонаті
Завершив ігрову кар'єру у команді «Екскурсіоністас», за яку виступав протягом 1969—1971 років у другому дивізіоні країни.

## Виступи за збірну
24 вересня 1964 року Іруста зіграв свій перший та єдиний матч у складі національної збірної Аргентини, вийшовши на поле у матчі Кубка Карлоса Діттборна з Чилі (5:0).
Пізніше був у складі збірної учасником чемпіонату світу 1966 року в Англії, але на поле не виходив.